# Corythoxestis cyanolampra
Corythoxestis cyanolampra är en fjärilsart som beskrevs av Lajos Vári 1961. Corythoxestis cyanolampra ingår i släktet Corythoxestis och familjen styltmalar. Inga underarter finns listade i Catalogue of Life.